# Пальцева, Лариса Александровна
Лариса Александровна Пальцева (род. 16 апреля 1946 г., Томск) — советский и российский историк, антиковед, доктор исторических наук, профессор Санкт-Петербургского государственного университета.

## Биография
Родилась 16 апреля 1946 года в г. Томске. Отец Александр Михайлович Пальцев работал в электротехнической промышленности, возглавлял предприятия соответствующего профиля, служил в Министерстве электротехнической промышленности. Мать Виталия Семёновна Пальцева работала школьным учителем химии и биологии. В Томск семья попала, когда во время Великой Отечественной войны московский электротехнический завод был эвакуирован в этот город. После многочисленных переездов семья в 60-е годы Пальцевых оседает в Ленинграде.
В Ленинграде в 1964 году Лариса Александровна окончила среднюю школу, затем в 1965 году поступила на исторический факультет Ленинградского государственного университета. Специализировалась на истории древней Греции и Рима. Дипломная работа была написана на тему «Херсонес и местное население Крыма».
Во время учёбы в университете пела в Студенческом хоре ЛГУ, которым руководил Г. М. Сандлер. Вместе с хором выступала в Большом зале Филармонии, в Капелле, в Большом концертном зале «Октябрьский».
После университета с 1970 года работала учителем истории в школе, экскурсоводом в музее истории Ленинграда, старшим библиотекарем отдела научной обработки литературы библиотеки АН СССР. В 1975 году она становится соискателем на кафедре истории древней Греции и Рима, а с 1977 года начинает работать на той же кафедре. В 1980 году была защищена кандидатская диссертация на тему «Проблемы политической истории Херсонеса Таврического в V—I вв. до н. э.». Начиная со студенческих лет, принимала участие в археологических экспедициях под руководством А. Н. Щеглова (Херсонес, северо-западный Крым).
В 2000 году была защищена докторская диссертация на тему «Из истории архаической Греции: Мегары и мегарские колонии». С 2001 года — профессор кафедры истории древней Греции и Рима.

## Научная деятельность
Начало исследовательской деятельность было связано с изучением греческих колоний в Крыму, в частности, особое внимание уделялось Херсонесу Таврическому и его связям с местными народами. С середины 80-х годов Л. А. Пальцева изучает историю Мегар в эпоху архаики и их колонизаторскую активность, в итоге, защитив докторскую диссертацию по этой тематике и выпустив монографию «Из истории архаической Греции: Мегары и мегарские колонии» (СПб., 1999). В этой работе автор приходит к выводу, что особенностью формирования Мегар как полиса являлось состояние постоянного противоборства с сильными соседями — Афинами и Коринфом.
В настоящее время основной сферой научных интересов является раннее законодательство архаической Греции, становление судебной системы Афин, процесс колонизации в эпоху архаики.

### Научные труды
- О должностных лицах херсонесского Совета в первые века новой эры // ВДИ. 1977. № 3.
- Херсонес и понтийские цари // Античный полис. Л., 1979.
- К вопросу о формировании гражданской общины Херсонеса // Проблемы политической истории античного общества. Л., 1985.
- Роль Дельфийского оракула в колонизационной деятельности Мегар // Античная гражданская община. Л., 1986.
- Дельфы и колонизация (из истории вопроса) // Античное общество и государство. Л., 1988.
- Царь и полемарх в ранних Мегарах (предание о Скироне) // Государство, политика и идеология в античном мире. Л., 1990.
- Мегарские эсимнеты // Античное общество: проблемы истории и культуры. СПб., 1995.
- Из истории архаической Греции: Мегары и мегарские колонии. СПб., 1999.
- Материалы по истории Причерноморья в античную эпоху. Часть I: Исократ и Эсхин. СПб., 2001.
- Материалы по истории Причерноморья в античную эпоху. Часть II: Демосфен. СПб., 2001.
- Амазонки; Амфитеатр; и др. (18 статей) // Российский гуманитарный энциклопедический словарь. Т. I—III. М., 2002.
- Суд у Гомера и Гесиода // Мнемон. Вып. 1. СПб., 2002.
- К вопросу о кодификации права в древней Греции // Древнее право. Jus antiquum. № 2 (10). 2002. М., 2002.
- Греческие мнемоны // Мнемон. Вып. 2. СПб., 2003.
- Культ Деметры Малофорос в Мегарах // Мнемон. Вып. 3. СПб., 2004. С. 333—341.
- Основные направления развития судебной системы в архаической Греции (VII в. до н. э.) // Мнемон. Вып. 4. СПб., 2005.
- Фесмофеты и раннее афинское законодательство // Мнемон. Вып. 5. СПб., 2006.
- К вопросу о составе законодательства Драконта // Мнемон. Вып. 6. СПб., 2007.
- Судебные институты архаической Греции // Мнемон. Вып. 7. СПб., 2008.
- Формирование судебной системы Афин (до конца VII в. до н. э.) // Вестник Санкт-Петербургского университета. Сер. 2. История. Вып. 2. СПб., 2009.
- У истоков афинской демократии // Мнемон. Вып. 8. СПб., 2009.
- К вопросу об исполнении приговоров в архаической Греции // Мнемон. Вып. 10. СПб., 2011.
- Судопроизводство в Греции в VII—VI вв. до н. э. // Вестник Санкт-Петербургского университета. Сер. 2. История. 2011. № 1.